# Sint-Augustinuskerk (Vorst)

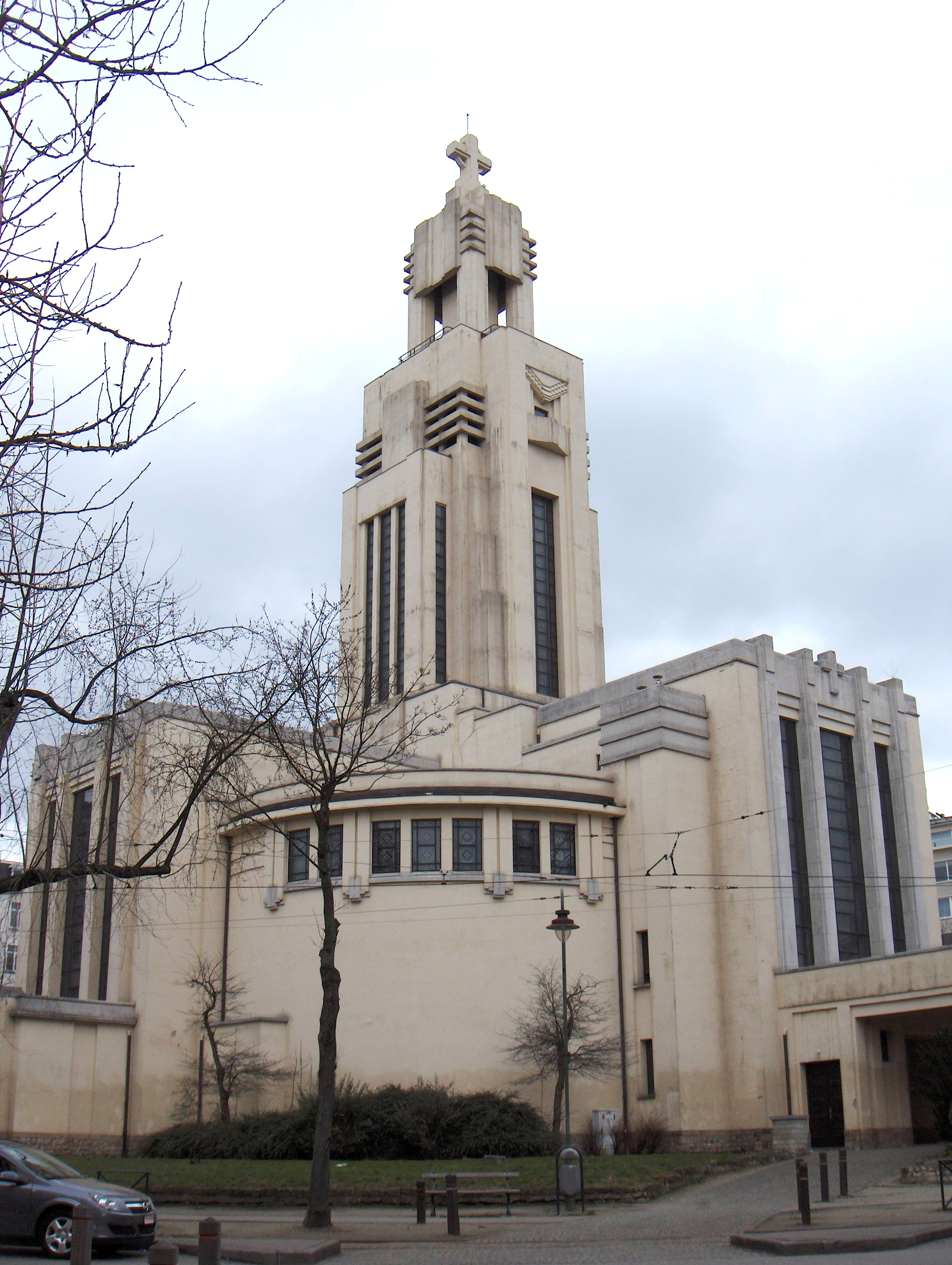
De Augustinuskerk

De Sint-Augustinuskerk (Frans: Église Saint-Augustin) is een rooms-katholiek kerkgebouw in de Belgische gemeente Vorst in het Brussels Hoofdstedelijk Gewest. De kerk staat op het Hoogte Honderdplein. Ze dateert uit 1935 en is een voorbeeld van religieuze architectuur in de stijl van het modernisme.

## Geschiedenis
In het begin van de 20e eeuw werd het voormalige galgenveld in Hoog-Vorst geürbaniseerd op initiatief van Alexandre Bertrand (1846-1920), die zich er zelf had gevestigd. Deze wisselagent en beursvoorzitter verwierf hiervoor in 1899 met enkele medestanders de aandelen van de Société Anonyme des Villas de Forest, een vennootschap die gronden bezat uit de vroegere eigendom van Joseph Zaman. Onmiddellijk liet de katholieke Bertrand een voorlopige kapel optrekken gewijd aan Sint Augustinus. Door het succes van de nieuwe wijk was ze weldra te klein. De Société des Villas stelde in 1908 een terrein voor een nieuwe kerk ter beschikking in het midden van de rotonde, van waaruit acht lanen uitwaaieren. Voorwaarde was dat de kerkfabriek er een gebedshuis zou oprichten met een bebouwde oppervlakte van minstens 950 m² en een centrale koepel of toren op het snijpunt van de verkeersassen. De schenking werd geformaliseerd in 1912 en twee jaar later werden de plannen goedgekeurd. Uit drie voorstellen was het neoromaanse ontwerp van Edmond Serneels weerhouden. Ondanks het uitbreken van de Eerste Wereldoorlog werd een aanvang gemaakt met de werken, maar bouwmateriaal werd snel schaarser en in 1916 liet de bezetter de werf stilleggen. Kort na de oorlog stierf Bertrand. Pas eind jaren 20 waren voldoende fondsen ingezameld om het project te hernemen.
De nieuwe voorzitter van de kerkfabriek, Victor Defays, was professor civiele bouwkunde aan de Universiteit van Leuven en vertrouwd met de voordelen van betonarchitectuur. Onder zijn impuls werd in 1931 beslist om op de funderingen een ander, veel goedkoper gebouw op te trekken. De architecten Léon Guiannotte (1891-1976) en André Watteyne (1894-1971), net afgestudeerd bij professor Defays, ontwierpen een kerk van gewapend beton. Vele jaren later beweerden de ontwerpers dat ze de gulden snede toegepast hadden en dat ze zelfs rekening zouden gehouden hebben met de verhoudingen van Egyptische piramides. Geloofwaardiger is de bewering dat in de opeenstapeling van cilinder, balk en kruis de theologie van de kerkpatroon Sint Augustinus tot uitdrukking kwam, zoals die neergeschreven was in De Civitate Dei. Het gros van de werken was op twee jaar tijd af (1933-1935). Op Paasmaandag 25 maart 1935 wijdde kardinaal Van Roey het gebouw in. De afwerking duurde nog voort tot 1950. Oorspronkelijk zou ook voorzien zijn om de kerk te bekleden met mozaïek of natuursteen, maar door geldgebrek is dit nooit gerealiseerd.
In de jaren 80 bevond de kerk zich in slechte staat. Heel wat omwonenden eisten de afbraak en de aanleg van een parkeerterrein. Dankzij de hernieuwde interesse voor de architectuur van het interbellum kwam het niet zover. Het gebouw werd in 1988 tegen de wil van de gemeente in beschermd. Van 1996 tot 1998 vond een restauratie plaats, waarna de kerk terug openging voor de eredienst.

## Beschrijving
De plattegrond is een Grieks kruis gevat in een cirkel. De klokkentoren, gedragen door vier pijlers, bevindt zich op de viering van schip en transept. Hij is open aan de binnenkant en beschikt over een 37 meter hoog panoramisch platform. Het kruis erbovenop reikt 54 meter boven het plein. Het schip heeft een portaal aan de zuidkant en een koor en sacristie aan de noordkant. In het ontwerp wordt de klassieke plattegrond opengebroken maar nog niet verlaten. De vier kwartcirkels tussen de armen van het kruis zijn nog niet geïntegreerd tot een ware modernistische ruimte. De sobere buitenkant contrasteert met de rijke materialen die binnen zijn gebruikt.

## Voetnoten
1. ↑  God van de daken (3): de Sint-Augustinuskerk in Vorst, Brussel Deze Week, 19 augustus 2011
2. ↑  Église paroissiale Saint-Augustin à Forest. Guide du visiteur  (bezocht 9 juli 2016)